# U-13 (1935)
U-13 – niemiecki okręt podwodny (U-Boot) typu II B z okresu II wojny światowej. Okręt wszedł do służby w 1935 roku. Wybrani dowódcy: Oblt. Hans-Gerrit von Stockhausen, Oblt. Wolfgang Lüth.

## Historia
Okręt wchodził w skład 1. Flotylli U-Bootów. Odbył dziesięć patroli bojowych, podczas których (także za pomocą min) zatopił 9 jednostek przeciwnika o łącznej pojemności 28 056 BRT i uszkodził dalsze trzy (26 218 BRT).
U-13 został zatopiony 31 maja 1940 roku przez brytyjski slup HMS „Weston” na południowy wschód od Lowestoft; cała załoga przeżyła. Grupa abordażowa zdobyła wałki szyfrujące Enigmy i rozkazy operacyjne, w tym ten, który zakazywał ratowania rozbitków ze statków zatopionych wokół Wysp Brytyjskich. Rozkazy wykorzystano jako dowód w procesie norymberskim Karla Dönitza.